# Odakyū série 7000
La série 7000 (7000形, 7000-gata) était un type de rame automotrice électrique exploité par la compagnie Odakyu sur les services Romancecar au Japon. Elle est aussi appelée Romancecar LSE (Luxury Super Express).

## Description
La série comprend quatre exemplaires fabriqués par Nippon Sharyo et Kawasaki Heavy Industries. Chaque rame comprend 11 voitures articulées. La cabine de conduite est surélevée, permettant une vue panoramique pour les passagers situés aux extrémités de la rame.

## Histoire
La première rame de la série 7000 a été introduite le 27 décembre 1980. La série a remporté un Blue Ribbon Award en 1981.
La dernière rame a roulé le 13 octobre 2018.  Une voiture a été préservée et elle est exposée au Romancecar Museum à Ebina.

## Services
Les rames circulaient principalement sur les lignes  Odawara et Hakone Tozan entre Shinjuku et Hakone-Yumoto.

## En simulation
La série 7000 était modélisée dans Microsoft Train Simulator.

## Galerie photos

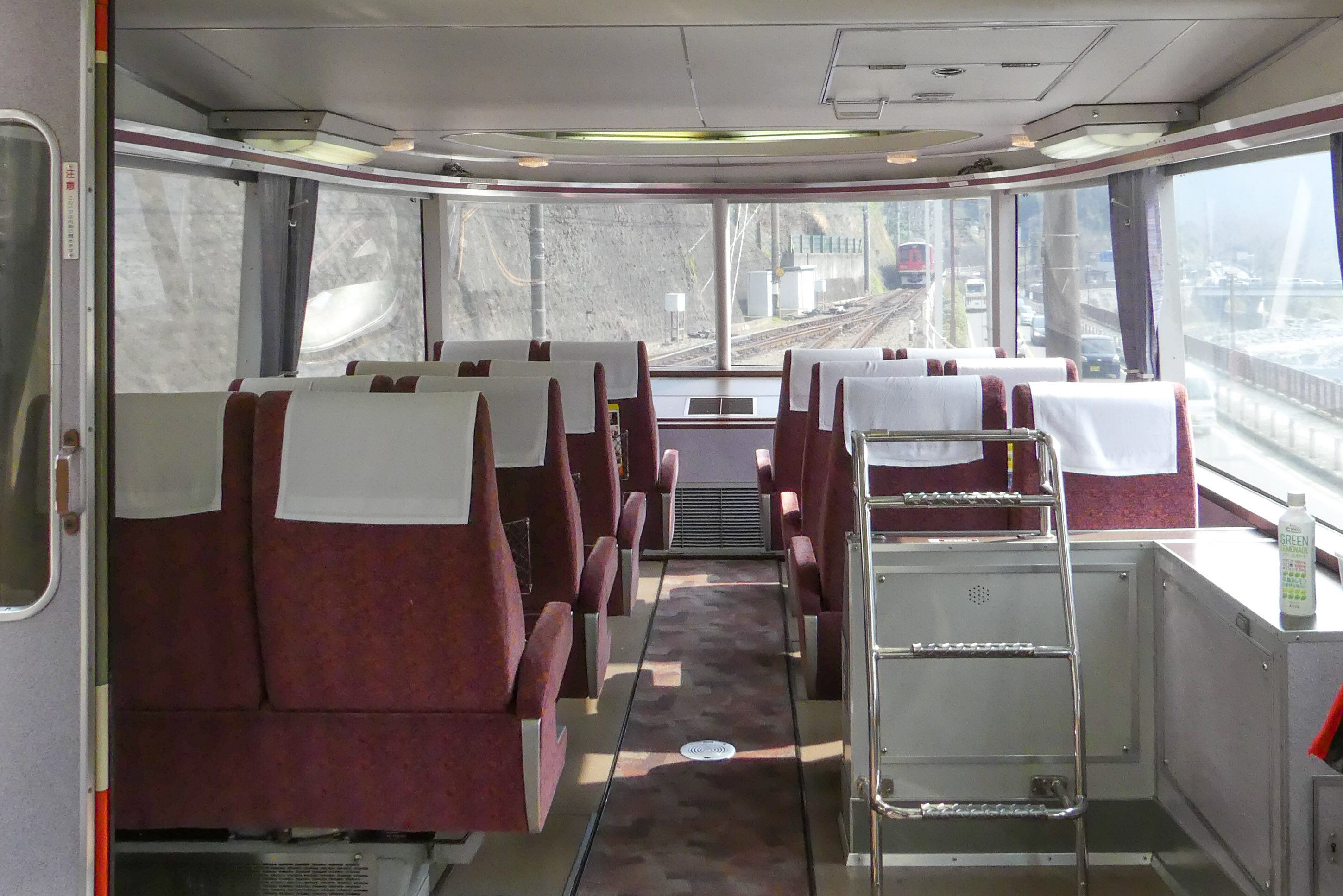
Sièges panoramiques.
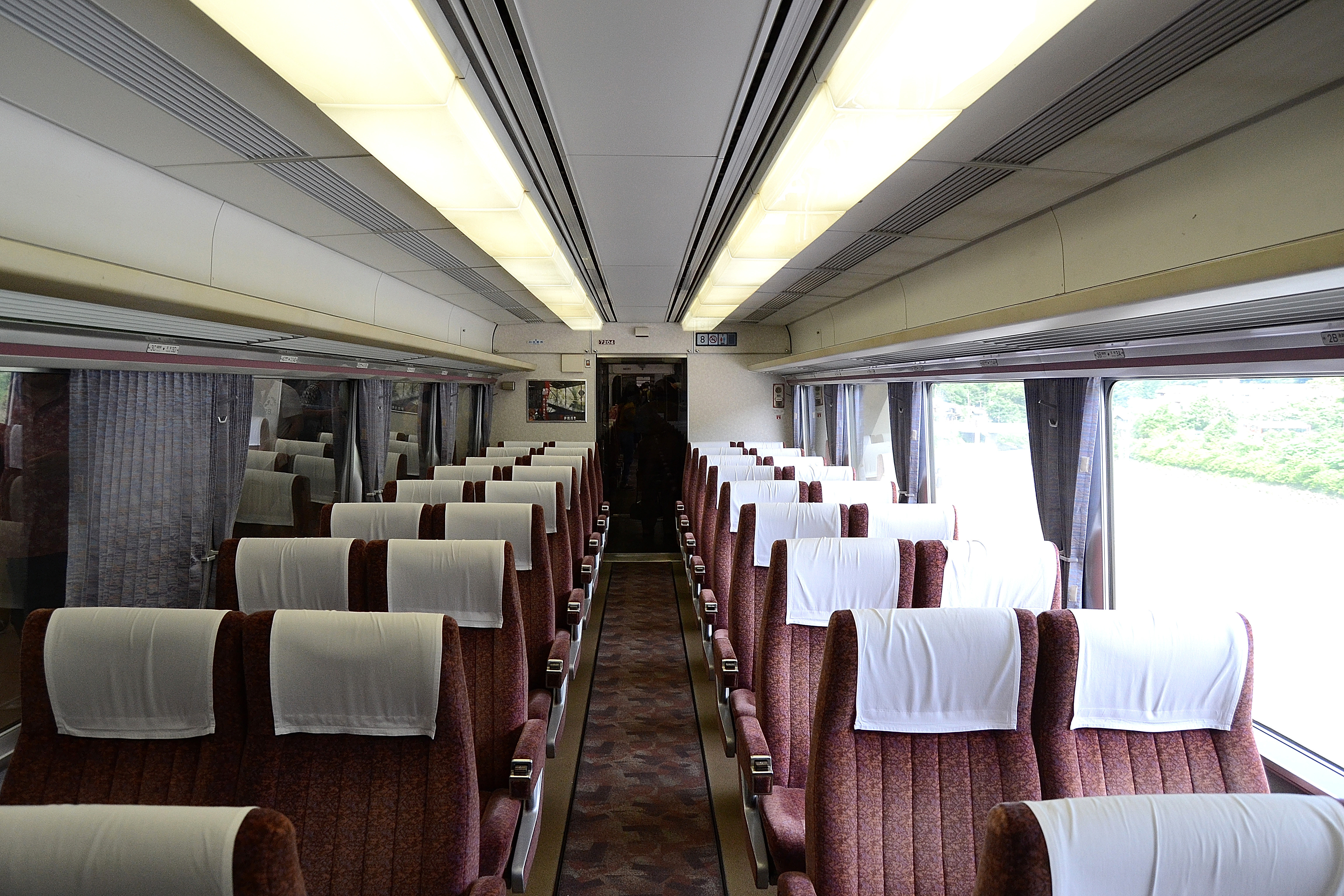
Aménagement intérieur.
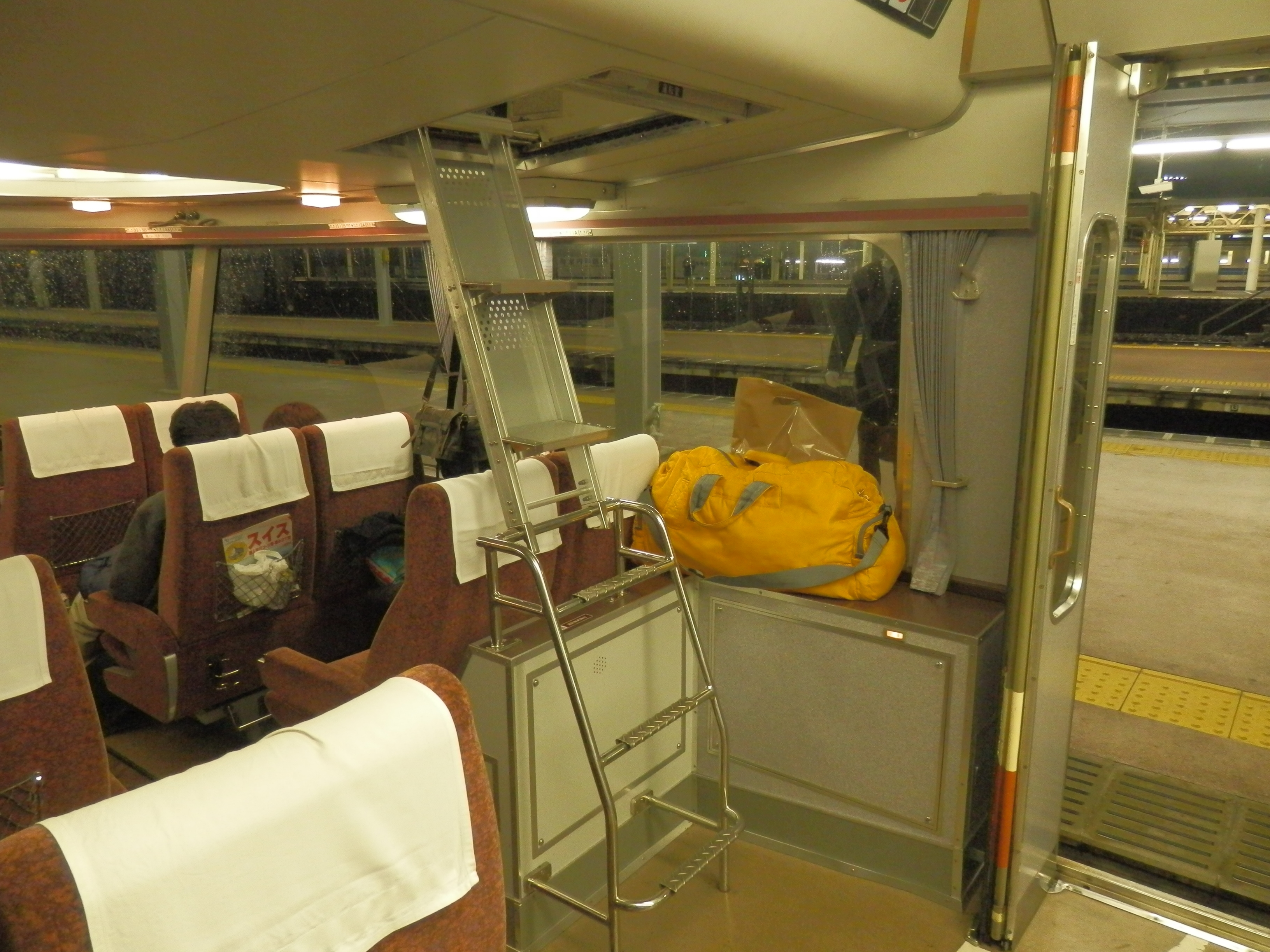
Accès à la cabine de conduite.